# Amiota ailaoshanensis
Amiota ailaoshanensis är en tvåvingeart som beskrevs av Chen och Mahito Watabe 2005. Amiota ailaoshanensis ingår i släktet Amiota och familjen daggflugor. Inga underarter finns listade i Catalogue of Life.